# Mya japonica
Mya japonica är en musselart som beskrevs av Jay 1856. Mya japonica ingår i släktet Mya och familjen sandmusslor. Inga underarter finns listade i Catalogue of Life.